# Legenda o jeseni (1994.)
Legenda o jeseni (engl. Legends of the Fall) američki je film iz 1994. redatelja Edwarda Zwicka. Scenarij filma se temelji na romanu Jima Harrisona.

## Radnja
Obitelj Ludlow živi u pustarama Montane i u filmu se prati njihov život od početka 20. stoljeća sve do 1960-ih.
Pukovniku Williamu Ludlowu (Anthony Hopkins) se ne dopada način na koji vlada tretira Indijance i seli zajedno sa svoja tri sina što dalje od američke vojske. Sinovi  Alfred (Aidan Quinn), Samuel (Henry Thomas) i Tristan (Brad Pitt) su nerazdvojni tijekom djetinjstva i jednog dana prijavljuju se, protiv očeve volje, kao dragovoljci u Prvom svjetskom ratu. Jednog dana kada Samuel predstavi svoju buduću suprugu, Susannah (Julia Ormond), braća postaju suparnici.

## Uloge (izbor)
- Brad Pitt kao Tristan Ludlow
- Anthony Hopkins kao Col. William Ludlow
- Aidan Quinn kao Alfred Ludlow
- Julia Ormond kao Susannah Fincannon Ludlow
- Henry Thomas kao Samuel Ludlow
- Karina Lombard kao Isabel Two Decker Ludlow

## Vanjske poveznice
- Legenda o jeseni u internetskoj bazi filmova IMDb-a